# Center SDEWES
Center SDEWES (Mednarodni center za trajnostni razvoj energije, vode in okoljskih sistemov) je nevladna raziskovalna organizacija, ki ima sedež na Univerzi v Zagrebu, Hrvaška.

## Poslanstvo
Center organizira tečaje, letne šole, javna predavanja, seminarje in delavnice za promocijo trajnostnega razvoja energije, vode in okoljskih sistemov ter zagotavlja strokovna mnenja o vprašanjih trajnostnega razvoja in njegovega merjenja. Center organizira tudi serijo mednarodnih konferenc SDEWES za raziskovalce s področja trajnostnega razvoja energije, vode in okoljskih sistemov. S temi aktivnostmi Center SDEWES zagotavlja raziskovalno platformo za celovite raziskovalne in razvojne aktivnosti, ocene in posvete o raziskovalnih temah trajnostnega razvoja.

## Zgodovina
SDEWES se je začel kot projekt v 5. okvirnem programu v okviru programa INCO 2 leta 2002, ko je bila organizirana prva konferenca o trajnostnem razvoju energije, vode in okoljskih sistemov v Dubrovniku. Partnerja v projektu sta bila Univerza v Zagrebu in Instituto Superior Técnico (Lizbona). Po organizaciji nadaljnjih treh konferenc v letih 2003, 2005 in 2007 je bil leta 2009 ustanovljen Center SDEWES. Od takrat je bilo organiziranih še sedem konferenc, v letih 2009, 2011, 2012, 2013, 2014 in 2015.

## Članstvo
Po Statutu Centra SDEWES se lahko vsakdo pod enakimi pogoji prijavi za članstvo.

## Konference
Do leta 2011 je bila konferenca SDEWES organizirana vsako drugo leto v Dubrovniku, Hrvaška. Od leta 2012 je dogodek vsakoleten, a na različnih lokacijah. Vsako drugo leto je konferenca v Dubrovniku, v vmesnih sodih letih pa na drugih lokacijah.
Konferenca SDEWES je bila leta 2012 v Ohridu, leta 2014 pa na ladji med Benetkami in Carigradom.
Leta 2014 je bila prva regionalna konferenca SEE SDEWES v Ohridu, Makedonija, ki je bila osredotočena na Jugovzhodno Evropo.
Leta 2015 je bila 10. konferenca SDEWES v Dubrovniku. Sodelovalo je 510 znanstvenikov iz več kot 60 držav.
Leta 2016 bo druga regionalna konferenca SEE SDEWES v Piranu, Slovenija.
Dela predstavljena na konferencah so objavljena v znanstvenih revijah , med njimi tudi v reviji Journal of SDEWES.

## Raziskave
SDEWES Center iz množice članov sestavlja raziskovalne skupine za sodelovanje v projektih. Leta 2015 je SDEWES Center vključen v dva projekta 7. okvirnega programa, en projekt Obzorja 2020 ter en projekt v okviru sklada START Evropske strategije za Podonavje (EUSDR).

## Indeks SDEWES
V skladu s cilji Centra SDEWES je bil razvit indeks SDEWES, ki je merilo uspešnosti mest po različnih vidikih povezanih z energijo, vodo in okoljskimi sistemi. Indeks sestavlja 7 dimenzij, 35 kazalcev in skoraj 20 podkazalcev. Trenutno se uporablja v 58 mestih.